# Franz Roh

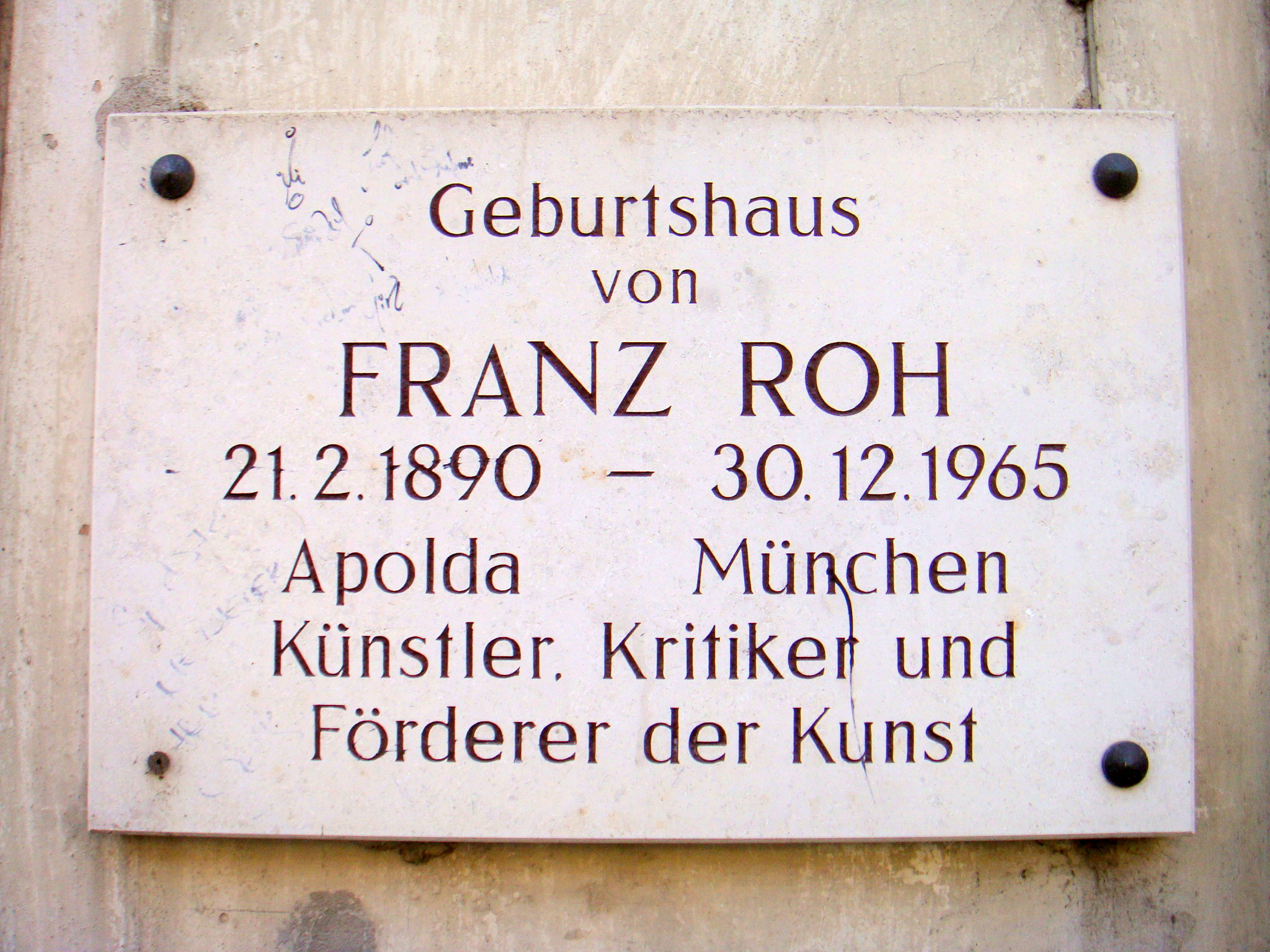
Gedenktafel an seinem Geburtshaus

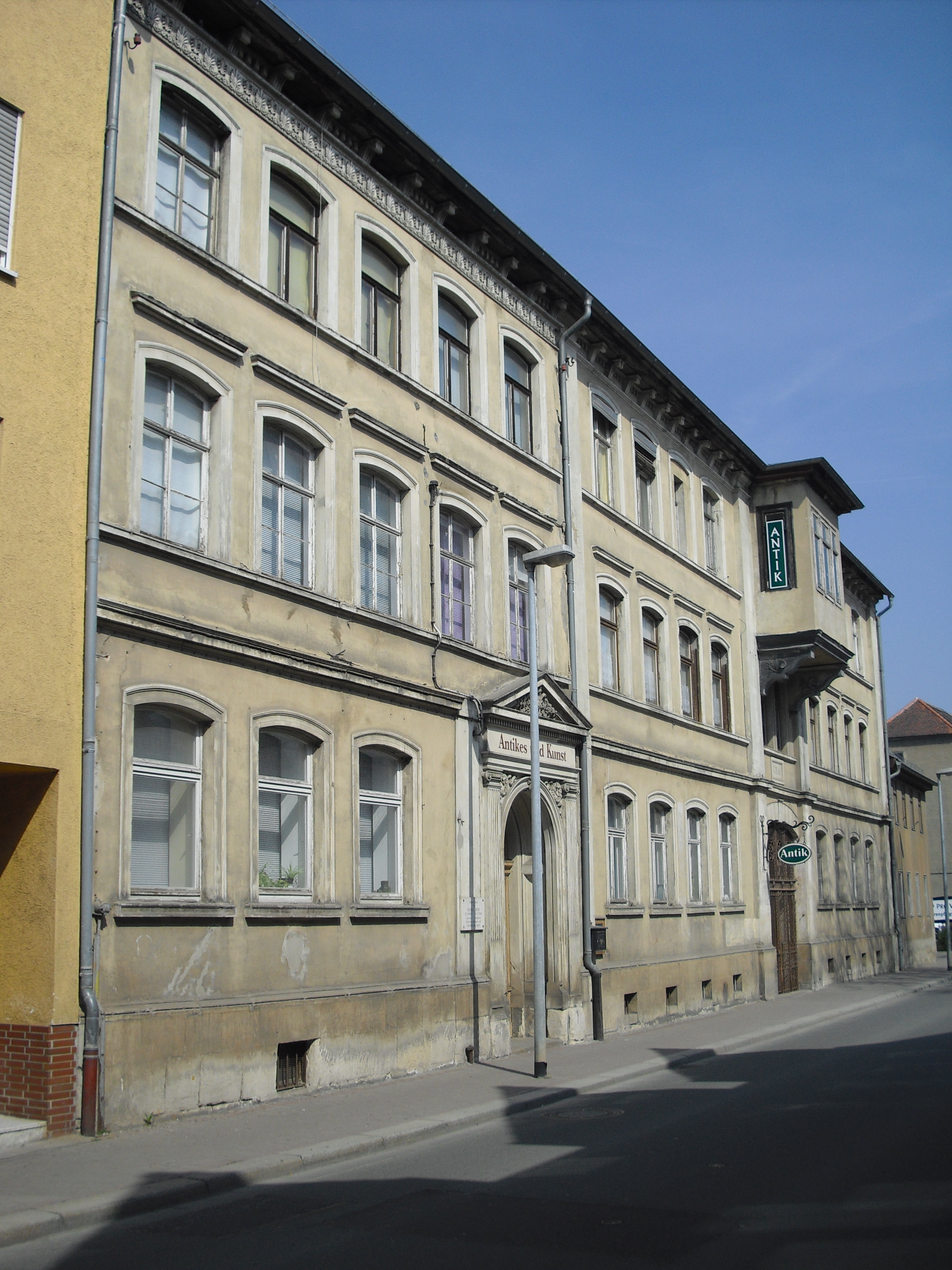
Villa von Franz Roh in Apolda

Franz Roh (* 21. Februar 1890 in Apolda; † 30. Dezember 1965 in München) war ein deutscher Kunsthistoriker, Kunstkritiker, Fotograf und Collagekünstler.

## Leben
Roh studierte Philosophie, Literatur, Geschichte und Kunstgeschichte in Leipzig, Berlin (bei Adolph Goldschmidt) und in Basel. Er war von 1916 bis 1919 Assistent von Heinrich Wölfflin am Kunsthistorischen Seminar der Universität München. 1920 promovierte er bei Wölfflin mit der Arbeit Holländische Malerei des 17. Jahrhunderts, anschließend erhielt er in München einen Lehrauftrag für Neuere Malerei. Zu dieser Zeit stellte er erstmals eigene Photo-Collagen aus. Er schrieb Kritiken für die Zeitschriften Der Cicerone und Das Kunstblatt. Diese Arbeit brachte ihn in näheren Kontakt mit zeitgenössischen Künstlern wie George Grosz, Kurt Schwitters, Willi Baumeister und Max Ernst.
Roh veröffentlichte 1925 das Buch Nach-Expressionismus – Magischer Realismus: Probleme der neuesten europäischen Malerei, das die europäischen Stilrichtungen der Ära nach dem Expressionismus untersuchte, die sich nicht allein auf die Neue Sachlichkeit beschränkten. Roh führte zum Beispiel mit seinem Buch den Begriff Magischer Realismus ein. Im Zusammenhang der Werkbund-Ausstellung 1929, Film und Foto, publizierte Roh sein Buch Foto-Auge.
1933 wurde er wegen seines Engagements für die moderne Kunst, die die Nationalsozialisten als Entartete Kunst titulierten, einige Monate im KZ Dachau in Schutzhaft genommen, und er verlor seine Stellung an der Universität. 1940 konnte er Mitglied in der Reichsschrifttumskammer werden und wieder publizieren. Er arbeitete jedoch weitgehend im Stillen an seinen Büchern, die erst nach 1945 erscheinen konnten.
1946 heiratete er die Kunsthistorikerin Juliane Bartsch, die bis 1937 den Mannheimer Kunstverein leitete und die unter dem Namen Juliane Roh zu einer der wichtigen Kunstschriftstellerinnen im Nachkriegsdeutschland werden sollte.
Nach dem Krieg schrieb Franz Roh für die in München erscheinende US-amerikanische Neue Zeitung und für das Radio München. Sein Buch Der Verkannte Künstler: Studien zur Geschichte und Theorie des kulturellen Mißverstehens, das er bereits während des Zweiten Weltkriegs begonnen hatte, erschien 1948. Im selben Jahr nahm er an der neueröffneten Münchener Universität wieder seinen Lehrauftrag auf. 1951 wurde Roh erster Präsident der neu gegründeten deutschen Sektion der Association Internationale des Critiques d’Art (AICA), 1958 gab er den Vorsitz an Will Grohmann ab. 1952 gründete Roh in München unter dem Namen Gesellschaft der Freunde junger Kunst die erste deutsche Artothek, eine Kunstverleihstelle, die Vorbild für viele weitere in Deutschland wurde. 1958 erschien seine Geschichte der Deutschen Kunst von 1900 bis zur Gegenwart bei Bruckmann in München und 1962 das Buch Entartete Kunst – Kunstbarbarei im Dritten Reich bei Fackelträger, Hannover.
1961 hatte Franz Roh bei Otto Stangl eine erste Ausstellung seiner Collagen, an denen er seit 1922/23 arbeitete. Eine zweite Ausstellung unter dem Titel Metamorphosen – Gegenständliche Collagen zeigte die Galerie Parnass 1963 in Wuppertal, von der auch posthum ein von Roh in seinen letzten Lebensjahren noch zusammengestellter Collage-Roman herausgegeben wurde.

## Schriften (Auswahl)
- Holländische Malerei. 200 Nachbildungen mit geschichtlicher Einführung und Erläuterungen. Diederichs, Jena 1921.
- Holländische Landschaftsmalerei des 17. Jahrhunderts.  E.A. Seemann, Leipzig 1923 (Bibliothek der Kunstgeschichte Bd. 60)
- Nach-Expressionismus – Magischer Realismus: Probleme der neuesten europäischen Malerei. Klinkhardt & Biermann, Leipzig 1925.
- foto-auge. 76 fotos der zeit. Akademischer Verlag, Stuttgart, 1929. (Reprint: Wasmuth, Tübingen 1973)
- Xaver Fuhr. Desch, München 1946.
- Max Beckmann als Maler. Desch, München 1947.
- Der verkannte Künstler. Studien zur Geschichte und Theorie des kulturellen Mißverstehens. Heimeran, München 1948. (Neuauflage: Dumont, Köln 1993. ISBN 3-7701-3135-5)
- Kommentare zur Kunst. Rundfunk-Kritiken. Freitag, München 1948.
- Vlaminck. Gemälde 1900–1945. Éditions du Chêne, Paris 1948.
- Picasso. Gemälde 1939-1946. Éditions du Chêne, Paris 1950.
- Otto Baum. Reichl, Tübingen 1950.
- Der Wohnraum in der europäischen Malerei. Schneekluth, Darmstadt 1955.
- Geschichte der deutschen Kunst von 1900 bis zur Gegenwart. Bruckmann, München 1958.
- Entartete Kunst. Kunstbarbarei im Dritten Reich. Fackelträger, Hannover 1962.
- Streit um die moderne Kunst. Auseinandersetzung mit Gegnern der neuen Malerei. List, München 1962.
- Vorwort zum Bildband Lichtgrafik von Heinz Hajek-Halke Düsseldorf 1964.[4]
- Martin Mayer. Plastiken, Zeichnungen. Druckhaus Nürnberg, Nürnberg 1965.
- Wer biss mir so sauber den Kopf ab mit den Zähnen b1 und b1? Metamorphosen des Herrn Miracoloss (1923-50). Galerie Parnass, Weidingen, 1972 (Collage-Roman).

## Nachlass
Der schriftliche Nachlass Franz Rohs befindet sich im Deutschen Kunstarchiv des Germanischen Nationalmuseums in Nürnberg, ein Teil der Korrespondenz von Künstlern mit F.R. im Getty Center for the History of Art and the Humanities Santa Monica. Die Fotografien sind als Teil der Fotosammlung Wilde an die Bayerischen Staatsgemäldesammlungen/Sammlung moderne Kunst in der Pinakothek der Moderne gekommen. Nachlassverwalter ist der Münchner Arzt Richard Hampe. Das Zentralinstitut für Kunstgeschichte in München vergibt seit 2015/2016 jährlich zwei Juliane-und-Franz-Roh-Stipendien an Promovierende und Postdoktoranden, die an einem Forschungsvorhaben zur Kunst der Moderne und Gegenwart (20. und 21. Jahrhundert) arbeiten.